# 体育講座
体育講座（たいいくこうざ）は、NHK教育テレビで1961年4月から1962年3月まで放送されたテレビ番組である。

## 概要
『体育教室』の後継番組として、1961年度に『テレビスポーツ教室』とともに放送開始した。スポーツ科学番組として、「スポーツの生理」、「スポーツの力学」、「トレーニングの理論と実際」、「スポーツと衛生」、「オリンピックをめざしての科学的分析」などのテーマを扱った。

## 基礎情報
放送時間
木曜日 19:00 - 19:30
講師
- 本間茂雄
- 杉本良一
- 石河利寛
- 白井伊三郎

## 関連番組
- 体育教室
- スポーツ・グラフ